# Goalball ai XVI Giochi paralimpici estivi - Torneo maschile
Il torneo maschile di goalball ai XVI Giochi paralimpici estivi si è svolto presso il Makuhari Messe dal 25 agosto al 3 settembre 2021, a Tokyo.

## Risultati

### Fase a gruppi
Le prime quattro squadre classificate in ogni girone accedono alla fase finale del torneo.

#### Gruppo A
| Squadra     | Pt | G | V | N | P | GF | GS | DR  |
| ----------- | -- | - | - | - | - | -- | -- | --- |
| Giappone    | 9  | 4 | 3 | 0 | 1 | 37 | 15 | +22 |
| Brasile     | 9  | 4 | 3 | 0 | 1 | 35 | 17 | +18 |
| Stati Uniti | 6  | 4 | 2 | 0 | 2 | 25 | 35 | -10 |
| Lituania    | 4  | 4 | 1 | 1 | 2 | 24 | 31 | -7  |
| Algeria     | 1  | 4 | 0 | 1 | 3 | 20 | 43 | -23 |

| Tokyo 25 agosto 2021, ore 9:00 UTC+9 | Brasile                     | 11 – 2 referto | Lituania | Makuhari Messe\| Arbitri: \| Robert Avery Warrick Jackes \| |
| Arbitri:                             | Robert Avery Warrick Jackes |                |          |                                                             |

| Tokyo 25 agosto 2021, ore 13:15 UTC+9 | Algeria                             | 4 – 13 referto | Giappone | Makuhari Messe\| Arbitri: \| Bas Spaans Woradet Kultawongwattana \| |
| Arbitri:                              | Bas Spaans Woradet Kultawongwattana |                |          |                                                                     |

| Tokyo 26 agosto 2021, ore 13:15 UTC+9 | Stati Uniti               | 8 – 6 referto | Brasile | Makuhari Messe\| Arbitri: \| Reza Dehghan Robert Avery \| |
| Arbitri:                              | Reza Dehghan Robert Avery |               |         |                                                           |

| Tokyo 26 agosto 2021, ore 19:00 UTC+9 | Lituania                      | 7 – 7 referto | Algeria | Makuhari Messe\| Arbitri: \| Warrick Jackes Svitlana Moroz \| |
| Arbitri:                              | Warrick Jackes Svitlana Moroz |               |         |                                                               |

| Tokyo 27 agosto 2021, ore 13:15 UTC+9 | Giappone                              | 11 – 1 referto | Stati Uniti | Makuhari Messe\| Arbitri: \| Reza Dehghan Woradet Kultawongwattana \| |
| Arbitri:                              | Reza Dehghan Woradet Kultawongwattana |                |             |                                                                       |

| Tokyo 27 agosto 2021, ore 20:30 UTC+9 | Brasile                          | 10 – 4 referto | Algeria | Makuhari Messe\| Arbitri: \| Robert Avery Raquel Aguado Gomez \| |
| Arbitri:                              | Robert Avery Raquel Aguado Gomez |                |         |                                                                  |

| Tokyo 28 agosto 2021, ore 14:45 UTC+9 | Lituania                  | 2 – 10 referto | Giappone | Makuhari Messe\| Arbitri: \| Warrick Jackes Bas Spaans \| |
| Arbitri:                              | Warrick Jackes Bas Spaans |                |          |                                                           |

| Tokyo 29 agosto 2021, ore 9:00 UTC+9 | Giappone                  | 3 – 8 referto | Brasile | Makuhari Messe\| Arbitri: \| Reza Dehghan Launel Scott \| |
| Arbitri:                             | Reza Dehghan Launel Scott |               |         |                                                           |

| Tokyo 29 agosto 2021, ore 17:30 UTC+9 | Algeria                            | 5 – 13 referto | Stati Uniti | Makuhari Messe\| Arbitri: \| Romualdas Vaitiekus Warrick Jackes \| |
| Arbitri:                              | Romualdas Vaitiekus Warrick Jackes |                |             |                                                                    |

| Tokyo 30 agosto 2021, ore 13:15 UTC+9 | Stati Uniti             | 3 – 13 referto | Lituania | Makuhari Messe\| Arbitri: \| Robert Avery Bas Spaans \| |
| Arbitri:                              | Robert Avery Bas Spaans |                |          |                                                         |

#### Gruppo B
| Squadra  | Pt | G | V | N | P | GF | GS | DR |
| -------- | -- | - | - | - | - | -- | -- | -- |
| Belgio   | 6  | 4 | 2 | 0 | 2 | 18 | 13 | +5 |
| Ucraina  | 6  | 4 | 2 | 0 | 2 | 18 | 15 | +3 |
| Turchia  | 6  | 4 | 2 | 0 | 2 | 15 | 15 | 0  |
| Cina     | 6  | 4 | 2 | 0 | 2 | 21 | 22 | -1 |
| Germania | 6  | 4 | 2 | 0 | 2 | 16 | 23 | -7 |

| Tokyo 25 agosto 2021, ore 17:30 UTC+9 | Germania                         | 6 – 4 referto | Turchia | Makuhari Messe\| Arbitri: \| Romualdas Vaitiekus Reza Dehghan \| |
| Arbitri:                              | Romualdas Vaitiekus Reza Dehghan |               |         |                                                                  |

| Tokyo 26 agosto 2021, ore 9:00 UTC+9 | Belgio                              | 10 – 3 referto | Cina | Makuhari Messe\| Arbitri: \| Woradet Kultawongwattana Bas Spaans \| |
| Arbitri:                             | Woradet Kultawongwattana Bas Spaans |                |      |                                                                     |

| Tokyo 26 agosto 2021, ore 17:30 UTC+9 | Ucraina                       | 11 – 5 referto | Germania | Makuhari Messe\| Arbitri: \| Yoshinori Nii Vaida Pokvytyte \| |
| Arbitri:                              | Yoshinori Nii Vaida Pokvytyte |                |          |                                                               |

| Tokyo 27 agosto 2021, ore 9:00 UTC+9 | Turchia                    | 4 – 6 referto | Belgio | Makuhari Messe\| Arbitri: \| Yoshinori Nii Robert Avery \| |
| Arbitri:                             | Yoshinori Nii Robert Avery |               |        |                                                            |

| Tokyo 27 agosto 2021, ore 17:30 UTC+9 | Cina                               | 7 – 3 referto | Ucraina | Makuhari Messe\| Arbitri: \| Romualdas Vaitiekus Warrick Jackes \| |
| Arbitri:                              | Romualdas Vaitiekus Warrick Jackes |               |         |                                                                    |

| Tokyo 28 agosto 2021, ore 10:30 UTC+9 | Turchia                      | 6 – 3 referto | Cina | Makuhari Messe\| Arbitri: \| Svitlana Moroz Yoshinori Nii \| |
| Arbitri:                              | Svitlana Moroz Yoshinori Nii |               |      |                                                              |

| Tokyo 28 agosto 2021, ore 19:00 UTC+9 | Germania                            | 2 – 0 referto | Belgio | Makuhari Messe\| Arbitri: \| Raquel Gomez Aguado Vaida Pokvytytė \| |
| Arbitri:                              | Raquel Gomez Aguado Vaida Pokvytytė |               |        |                                                                     |

| Tokyo 29 agosto 2021, ore 13:15 UTC+9 | Belgio                     | 2 – 4 referto | Ucraina | Makuhari Messe\| Arbitri: \| Yoshinori Nii Robert Avery \| |
| Arbitri:                              | Yoshinori Nii Robert Avery |               |         |                                                            |

| Tokyo 30 agosto 2021, ore 9:00 UTC+9 | Ucraina                      | 0 – 1 referto | Turchia | Makuhari Messe\| Arbitri: \| Warrick Jackes Yoshinori Nii \| |
| Arbitri:                             | Warrick Jackes Yoshinori Nii |               |         |                                                              |

| Tokyo 30 agosto 2021, ore 17:30 UTC+9 | Cina                             | 8 – 3 referto | Germania | Makuhari Messe\| Arbitri: \| Reza Dehghan Romualdas Vaitiekus \| |
| Arbitri:                              | Reza Dehghan Romualdas Vaitiekus |               |          |                                                                  |

### Fase a eliminazione diretta
|  | Quarti di finale | Quarti di finale |          |          | Semifinali                | Semifinali                |  |  | Finale medaglia d'oro | Finale medaglia d'oro |
|  |                  |                  |          |          |                           |                           |  |  |                       |                       |
|  |                  |                  |          |          |                           |                           |  |  |                       |                       |
|  |                  |                  |          |          |                           |                           |  |  |                       |                       |
|  | 1A. Giappone     | 4                |          |          |                           |                           |  |  |                       |                       |
|  | 1A. Giappone     | 4                |          |          |                           |                           |  |  |                       |                       |
|  | 4B. Cina         | 7                |          |          |                           |                           |  |  |                       |                       |
|  | 4B. Cina         | 7                | Cina     | 8        |                           |                           |  |  |                       |                       |
|  |                  |                  | Cina     | 8        |                           |                           |  |  |                       |                       |
|  |                  | Stati Uniti      | 1        |          |                           |                           |  |  |                       |                       |
|  | 2B. Ucraina      | Stati Uniti      | 1        | 4        |                           |                           |  |  |                       |                       |
|  | 2B. Ucraina      |                  |          | 4        |                           |                           |  |  |                       |                       |
|  | 3A. Stati Uniti  | 5                |          |          |                           |                           |  |  |                       |                       |
|  | 3A. Stati Uniti  | 5                | Cina     | 2        |                           |                           |  |  |                       |                       |
|  |                  |                  | Cina     | 2        |                           |                           |  |  |                       |                       |
|  |                  | Brasile          | 7        |          |                           |                           |  |  |                       |                       |
|  | 1B. Belgio       | Brasile          | 7        | 4        |                           |                           |  |  |                       |                       |
|  | 1B. Belgio       |                  |          | 4        |                           |                           |  |  |                       |                       |
|  | 4A. Lituania     | 7                |          |          |                           |                           |  |  |                       |                       |
|  | 4A. Lituania     | 7                | Lituania | 5        | Finale medaglia di bronzo | Finale medaglia di bronzo |  |  |                       |                       |
|  |                  |                  | Lituania | 5        | Finale medaglia di bronzo | Finale medaglia di bronzo |  |  |                       |                       |
|  |                  | Brasile          | 9        |          |                           |                           |  |  |                       |                       |
|  | 2A. Brasile      | Brasile          | 9        | 9        | Stati Uniti               | 7                         |  |  |                       |                       |
|  | 2A. Brasile      |                  |          | 9        | Stati Uniti               | 7                         |  |  |                       |                       |
|  | 3B. Turchia      | 4                |          | Lituania | 10                        |                           |  |  |                       |                       |
|  | 3B. Turchia      | 4                |          |          | 10                        |                           |  |  |                       |                       |
|  |                  |                  |          |          |                           |                           |  |  |                       |                       |
|  |                  |                  |          |          |                           |                           |  |  |                       |                       |

#### Quarti di finale
| Tokyo 31 agosto 2021, ore 13:15 UTC+9 | Giappone                    | 4 – 7 referto | Cina | Makuhari Messe\| Arbitri: \| Reza Dehghan Svitlana Moroz \| |
| Arbitri:                              | Reza Dehghan Svitlana Moroz |               |      |                                                             |

| Tokyo 31 agosto 2021, ore 15:00 UTC+9 | Ucraina                        | 4 – 5 (d.t.s.) referto | Stati Uniti | Makuhari Messe\| Arbitri: \| Vaida Pokvytytė Warrick Jackes \| |
| Arbitri:                              | Vaida Pokvytytė Warrick Jackes |                        |             |                                                                |

| Tokyo 31 agosto 2021, ore 17:45 UTC+9 | Belgio                  | 4 – 7 referto | Lituania | Makuhari Messe\| Arbitri: \| Bas Spaans Raili Sipura \| |
| Arbitri:                              | Bas Spaans Raili Sipura |               |          |                                                         |

| Tokyo 31 agosto 2021, ore 19:30 UTC+9 | Brasile                           | 9 – 4 referto | Turchia | Makuhari Messe\| Arbitri: \| Romualdas Vaitiekus Yoshinori Nii \| |
| Arbitri:                              | Romualdas Vaitiekus Yoshinori Nii |               |         |                                                                   |

#### Semifinali
| Tokyo 2 settembre 2021, ore 13:15 UTC+9 | Cina                           | 8 – 1 referto | Stati Uniti | Makuhari Messe\| Arbitri: \| Bas Spaans Raquel Aguado Gomez \| |
| Arbitri:                                | Bas Spaans Raquel Aguado Gomez |               |             |                                                                |

| Tokyo 2 settembre 2021, ore 17:45 UTC+9 | Lituania                     | 5 – 9 referto | Brasile | Makuhari Messe\| Arbitri: \| Yoshinori Nii Warrick Jackes \| |
| Arbitri:                                | Yoshinori Nii Warrick Jackes |               |         |                                                              |

#### Finale medaglia di bronzo
| Tokyo 3 settembre 2021, ore 15:00 UTC+9 | Stati Uniti                 | 7 – 10 referto | Lituania | Makuhari Messe\| Arbitri: \| Robert Avery Warrick Jackes \| |
| Arbitri:                                | Robert Avery Warrick Jackes |                |          |                                                             |

#### Finale medaglia d'oro
| Tokyo 3 settembre 2021, ore 19:30 UTC+9 | Cina                              | 2 – 7 referto | Brasile | Makuhari Messe\| Arbitri: \| Yoshinori Nii Romualdas Vaitiekus \| |
| Arbitri:                                | Yoshinori Nii Romualdas Vaitiekus |               |         |                                                                   |

## Classifica
| Posizione | Squadra     |
| --------- | ----------- |
| 1         | Brasile     |
| 2         | Cina        |
| 3         | Lituania    |
| 4         | Stati Uniti |
| 5         | Giappone    |
| 6         | Belgio      |
| 7         | Ucraina     |
| 8         | Turchia     |
| 9         | Germania    |
| 10        | Algeria     |